# Azerbeidzjan op de Europese kampioenschappen atletiek 2010
Azerbeidzjan was vertegenwoordigd door vijf atleten op de Europese kampioenschappen atletiek 2010, in de Spaanse stad Barcelona.

## Deelnemers
| Onderdeel      | Mannen          | Vrouwen            |
| -------------- | --------------- | ------------------ |
| 5000 m         | Hayle Ibrahimov |                    |
| Marathon       | Tilahun Aliyev  | Gezashign Safarova |
| 3000 m steeple |                 | Layes Abdullayeva  |
| Hamerslingeren | Dzmitry Marshyn |                    |

## Resultaten

### Mannen

#### Baan
| Atleet          | Event    | Reeksen   | Reeksen | Finale    | Finale  |
| Atleet          | Event    | Resultaat | Ranking | Resultaat | Ranking |
| --------------- | -------- | --------- | ------- | --------- | ------- |
| Hayle Ibrahimov | 5000 m   | 13:32.98  | 1 Q     | 13.34.15  |         |
| Tilahun Aliyev  | Marathon |           |         | Opgave    | Opgave  |

#### Veld
| Event          | Atleet          | Kwalificatie | Kwalificatie | Finale            | Finale            |
| Event          | Atleet          | Resultaat    | Ranking      | Resultaat         | Ranking           |
| -------------- | --------------- | ------------ | ------------ | ----------------- | ----------------- |
| Hamerslingeren | Dzmitry Marshyn | 72.43        | 17           | Niet doorgestoten | Niet doorgestoten |

### Vrouwen

#### Baan
| Atleet             | Event               | Reeksen      | Reeksen | Finale       | Finale  |
| Atleet             | Event               | Resultaat    | Ranking | Resultaat    | Ranking |
| ------------------ | ------------------- | ------------ | ------- | ------------ | ------- |
| Layes Abdullayeva  | 3000 m steeplechase | 9:40.42 (NR) | 1 Q     | 9:34.75 (NR) | 6       |
| Gezashign Safarova | Marathon            |              |         | 2:51:59      | 32      |

Albanië · Andorra · Armenië · Azerbeidzjan · België · Bosnië en Herzegovina · Bulgarije · Cyprus · Denemarken · Duitsland · Estland · Finland · Frankrijk · Georgië · Gibraltar · Griekenland · Groot-Brittannië · Hongarije · Ierland · IJsland · Israël · Italië · Kroatië · Letland · Liechtenstein · Litouwen · Luxemburg · Macedonië · Malta · Moldavië · Monaco · Montenegro · Nederland · Noorwegen · Oekraïne · Oostenrijk · Polen · Portugal · Roemenië · Rusland · San Marino · Servië · Slovenië · Slowakije · Spanje · Tsjechië · Turkije · Wit-Rusland · Zweden · Zwitserland